# Silion
Silion (grško Σύλλιον, latinizirano: Síllion), v bizantinskem obdobju Sileum ali Sileon (grško Συλλαῖον, latinizirano: Syllaíon), je bila pomembna trdnjava v bližini Ataleje v Pamfiliji na sredozemski obali Anatolije. Izvirno pamfilsko ime trdnjave je bilo Selivijs in je morda izviralo iz hetitskega Salavasi. Njeno sodobno turško ime je  Yanköy Hisarı ali Asar Köy.

## Antika
V antiki je bilo mesto relativno nepomembno. Po eni od legend so ga kot kolonijo ustanovili  priseljenci iz Argosa, po drugi pa, da so ga skupaj s Sidejem in Aspendom ustanovili vidci Mops, Kalh in Amfiloh po trojanski vojni. Mesto kot Sileion prvi omenja Skilaks leta 500 pr. n. št. Leta 469 pr. n. št. je mesto kot Silion postalo del delsko-atiške pomorske zveze. Omenjeno je v atenskih seznamih obdarovalcev okoli leta 450 pr. n. št. in leta 425 pr. n. št., potem pa izgine iz zgodovinskih zapisov do leta 333 pr. n. št., ko naj bi ga neuspešno oblegal Aleksander Veliki. Po Arijanovi Anabazi o Aleksandru Velikemu je bilo mesto, zapisano kot Silion, dobro utrjeno in imelo močno garnizijo plačancev in "domačih barbarov", tako da je moral Aleksander v stiski s časom svoj prvi poskus osvojitve opustiti.
Mesto je bilo pod Selevkidi obsežno prezidano, zlasti gledališče. V poznejših časih, ko je večina zahodne Anatolije pripadla Pergamskemu kraljestvu, je Silion po odločitvi rimskega senata ostal svobodno mesto.

### Denar
Mesto je potrjeno nepretrgano kovalo lasten denar od zgodnjega 3. stoletja pr. n. št. do vladavine rimskega cesarja Avrelijana v 270. letih n. št. Srebrne tetradrahme aleksandrijskega in lizimaškega tipa so kovali med letoma 281 in 190 pr. n. št., ob njih pa še mestne bronaste kovance. Na kovancih iz 3. stoletja pr. n. št. je bila običajno bradata glava ali stoječa figura, ki jo je mogoče prepoznati kot Apolona, ali strela in napis ΣΕΛΙΙΙΣ, ki je domače pamfilsko ime mesta. Pod rimsko oblastjo so kovanci  vsebovali iste motive, vendar z napisom, heleniziranim v CILLYEON.

## Bizantinsko obdobje
V bizantinskem obdobju je mesto postalo relativno pomembno. Omenja se kot kraj uničenja arabske flote v nevihti konec leta 677 ali 678 po neuspešnem arabskem obleganju Konstantinopla. Kot eno glavnih utrjenih območij v tem delu Anatolije  je postalo sedež cesarskega predstavnika (ek prosōpou), ki je dopolnjeval stratega pomorske Kibireotske teme. Silion se je nahajal tudi na začetku velike javne ceste, ki je povezovala južno obalo Anatolije prek Amorija in Nikeje z Bitinijo in prestolnico Konstantinoplom. Kot tak je postajal pomembnejši od tradicionalne lokalne metropole Perge in nekje med letoma 787 in 815 postal sedež lokalnega škofa. Leta 1207 je mesto skupaj s Pamfilijo  padlo pod oblast Seldžukov.

### Pomembni meščani
- Anton mlajši, okoli leta 821 do 829 ek prosōpou Siliona in svetnik.[4]
- Patriarh Konstantin II. Konstantinopelski, škof Siliona.[4]
- Patriarh Anton I. Konstantinopelski, rojen v Silionu.[4]

## Arheološki ostanki
Ruševine Siliona so iz helenističnega, rimskega, bizantinskega in delno seldžuškega obdobja. Med njimi so ostanki mestnih vrat, stadiona, amfiteatra in odeona, templja, cisterne za vodo  in telovadnice. Velik del mesta ogrožajo zemeljski plazovi, saj se mesto nahaja na vrhu skalnate planote.
- Bastion
- Bizantinska zgradba
- Podrto gledališče in odeon
- Pogled z vrha hriba
- Mestna vrata
- Helenistična zgradba
- Srednjeveški grad
- Stadion
- Obzidje
- Majhna cerkev
- Mošeja
- Vodovod